# Einar Galilea
Einar Galilea Azaceta (Vitoria, Álava, 22 de mayo de 1994) es un defensa central español que juega en el Málaga CF en la Liga hypermotion

## Trayectoria
Se forma en la cantera del Deportivo Alavés convirtiéndose en una de las grandes promesas de la cantera alavesista y debutando en el Deportivo Alavés "B" del Grupo IV de 3ª División todavía siendo juvenil. Esa misma temporada debuta con el primer equipo en la 2ªB en la última jornada liguera contra C.D. Izarra (19 de mayo de 2013) cuando el equipo babazorro ya es campeón de grupo.
La temporada siguiente, juega la mayoría de partidos con el Deportivo Alavés "B" (3ª División-Grupo IV), mientras entrena habitualmente con la primera plantilla llegando a debutar en 2.ª el 4 de enero de 2014 contra el C.D. Numancia.
Pasa a formar parte definitivamente de la primera plantilla en la temporada 2014-2015 siendo el cuarto central para Alberto, pero todavía con ficha del filial. Con esta misma situación inicia la siguiente temporada, aunque a hasta mitad de la temporada José Bordalás le otorga más minutos que al teórico tercer central Aritz Borda y muestra una progresión constante, pero en el último tramo de la temporada pierde protagonismo.
Con el ascenso del equipo a 1ª División, regresa al Deportivo Alavés "B" (3ª) con el objetivo de ascender a 2ªB. Bajo la batuta de Aitor Orueta regresa a la posición de mediocentro defensivo hasta una lesión en la Copa Federación frente al Real Unión Club que hace perderse el resto de la temporada. Inmediatamente el Deportivo Alaves le renueva el contrato.
En la etapa de los albiazules en la 2ª División disputó 21 encuentros, formando parte del primer equipo desde la temporada 2014-2015. Con el ascenso a 1ª División Einar pasó al filial donde su rendimiento ha sido destacable, pese a la grave lesión sufrida en la rodilla la temporada 2016-17. 
En enero de 2018, fue cedido al NK Rudeš de la Primera Liga de Croacia, donde disputó 14 partidos, siendo renovado hasta julio de 2021 a su regreso por el Deportivo Alavés. Poco después de su renovación, Einar fue cedido al F.C. Sochaux-Montbéliard (Ligue 2), convenido del club vasco. En enero de 2019, abandonó el club francés para acabar la temporada, también cedido, en el NK Istra 1961. En el club croata, se afianza como una pieza importante y junto a sus compañeros consiguen el subcampeonato de la copa croata, perdiendo 6-3 en la final contra el Dinamo de Zagreb. 
El 30 de junio de 2021, acaba el contrato que le unía al Deportivo Alaves. Ha estado 16 años en las diferentes categorías del club, desde alevines hasta llegar al primer equipo acabando con sus últimas cesiones. No obstante, sigue vinculado con la institución vitoriana ya que firma un contrato de 2 años con el NK Istra 1961, propiedad del grupo.
En el verano de 2023 firma con el Málaga CF en Primera RFEF con el que asciende a Segunda división.

## Clubes
| Club                              | División    | Año       | Partidos | Goles |
| --------------------------------- | ----------- | --------- | -------- | ----- |
| Deportivo Alavés "B"              | 3ª          | 2012-2013 | -        | -     |
| Deportivo Alavés                  | 2ªB         | 2012-2013 | 1        | 0     |
| Deportivo Alavés "B"              | 3ª          | 2013-2014 | -        | -     |
| Deportivo Alavés                  | 2ª          | 2013-2014 | 2        | 0     |
| Deportivo Alavés                  | 2ª          | 2014-2015 | 13       | 0     |
| Deportivo Alavés                  | 2ª          | 2015-2016 | 6        | 0     |
| Deportivo Alavés "B"              | 3ª          | 2015-2018 | -        | -     |
| N.K. Rudes (Cedido)               | 1ª          | 2017-2018 | 14       | 1     |
| F.C. Sochaux-Montbéliard (Cedido) | Ligue 2     | 2018-2019 | 6        | 0     |
| NK Istra 1961 (Cedido)            | Prva HNL    | 2019      | -        | -     |
| Málaga CF                         | 2023 - act. |           |          |       |